# Bingen (Landkreis Sigmaringen)
Bingen (bei Sigmaringen) este o comună din landul Baden-Württemberg, Germania.